# 野村材二
野村材二（？—？），臺灣日治時期官吏，1895年時擔任淡水稅關長兼基隆稅關長，同年10月24日荷蘭將安平、打狗稅關移交給日本後，因正式官員尚未到任，遂由野村材二兼任安平稅關長與打狗稅關長直到隔年（1896年）渡邊豐到任為止。
1897年5月28日野村材二一度奉命返回日本東京，10月19日回臺擔任淡水港修築委員，隔年（1898年）11月28日任臺灣總督府事務官，敘高等官二等。1899年1月4日卸職，奉命返回日本，1月12日官位敘正五位。